# (10897) 1997 VW3
(10897) 1997 VW3 est un astéroïde de la ceinture principale d'astéroïdes découvert en 1997.

## Description
(10897) 1997 VW3 a été découvert le 7 novembre 1997 à l'observatoire astronomique d'Ōizumi, situé à Ōizumi, dans la préfecture de Gunma, au Japon, par Takao Kobayashi.

### Caractéristiques orbitales
L'orbite de cet astéroïde est caractérisée par un demi-grand axe de 2,84 ua, un périhélie de 2,59 ua, une excentricité de 0,09 et une inclinaison de 2,52° par rapport à l'écliptique. Du fait de ces caractéristiques, à savoir un demi-grand axe compris entre 2 et 3,2 ua et un périhélie supérieur à 1,666 ua, il est classé, selon la JPL Small-Body Database, comme objet de la ceinture principale d'astéroïdes.

### Caractéristiques physiques
(10897) 1997 VW3 a une magnitude absolue (H) de 13,3 et un albédo estimé à 0,272.